# Richard Steele

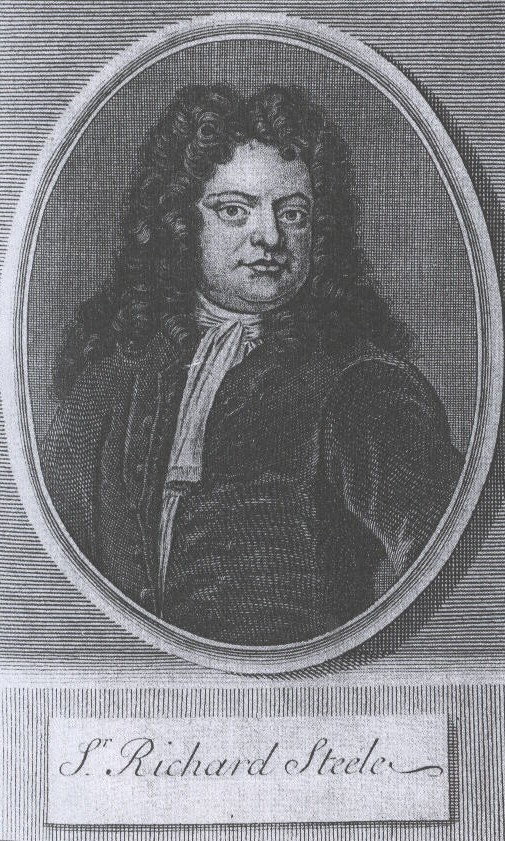
Richard Steele

Richard Steele (ochrzczony 12 marca 1672, zm. 1 września 1729) – irlandzki pisarz i polityk.
Jeden z ojców brytyjskiego oświecenia; współzałożyciel (wraz z przyjacielem Josephem Addisonem) magazynu „The Spectator” w 1711 roku. Sam wcześniej wydawał pismo „The Tatler” (od 1709 do 1711 roku).